# Geneviève Calame
Geneviève Calame (30 de dezembro de 1946 – 8 de outubro de 1993) foi uma  pianista, professora de música e compositora suíça.

## Biografia
Geneviève Calame nasceu em Genebra, tendo ascendência greco-italiana. Ela estudou piano em Genebra com Lottie Morel e, em seguida, em Roma com Guido Agosti. Calame continuou a sua formação em Genebra com Louis Hiltbrand e Jacques Guyonnet. Posteriormente, fez outros cursos de composição em Londres com Pierre Boulez, em Liège com Henri Pousseur e em Rouen com Jean-Claude Eloy. Ela estudou electrônicos e electro-acústica de tecnologia em Nova York com Hubert Howe.
Depois de concluir seus estudos, Calame trabalhou como compositora em estúdios de música contemporânea em Genebra. Em 1971, juntamente com Jacques Guyonnet, fundou um estúdio de música eletrônica, vídeo e tecnologia da informação, sob o nome de A. R. T (Equipe de Investigação Artística), e começou a produzir instalações de áudio visual, entre outras obras. Em 1972 Calame casou-se com Guyonnet, tendo uma filha.
Calame desenvolveu um método para o ensino de música para crianças, lecionando entre 1975 e 1993 na l'ecole Supérieure d'Art Visuel, em Genebra. Em 1976, atuou como presidente da filial de Geneva da Sociedade Internacional de Música Contemporânea. Ela morreu em Genebra.

## Obras
Obras selecionadas de Calame incluem:
- L'Oiseau du matin (1972);
- Mantiq al-Tayr (1973);
- Différentielle verticale (1974);
- Lude (1975);
- Iral (1975);
- Geometria I, II, III (1975-1976);
- Le chant remémoré (1975);
- Alpha futur (1976);
- Labyrinthes Fluides (1976);[4]
- Tableaux de vídeo (1976-1977);
- Videocosme (1976);
- StEpHAnE mAllArmE (1977) ou Un coup de dés jamais n''abolira le hasard...;
- Et l'Oeil rêve... (1977);
- Les Aubes d'Onomadore (1978);
- Le Son-Qui-Fut-Mille (1978);
- Mandala (1978);
- L'Homme-Miroir (1979);
- Je lui dis... (1980);
- Oniria (1981);
- Calligrammes (1983-1984);
- Océanides (1986);
- Swing (1986);
- Sur la margelle du monde (1987);
- Le Livre de Tchen (1988);
- Respiro solaire (1989-1990);
- Encantamento (1989);
- Cantilène (1990);
- Dragão de lumière (1991);
- Le chant des sables (1992);
- Eco (1992); e
- Oi Verão (1993).[5]